# أولادالبالي تحاتا (تيزي تخاثا)
أولادالبالي تحاتا هو دُوَّار يقع بجماعة أغبال، إقليم بركان، جهة الشرق في المملكة المغربية. ينتمي الدوّار لمشيخة تيزي تخاثا التي تضم 11 دوار. يقدر عدد سكانه بـ 1729 نسمة حسب الإحصاء الرسمي للسكان والسكنى لسنة 2004.

## روابط خارجية
- البوابة الوطنية للجماعات الترابية
- المندوبية السامية للتخطيط